# Мугерган
Мугерган (лезг. Муьгъвергъан) — село в Магарамкентском районе республики Дагестан. 
Образует сельское поселение село Мугерган как единственный населённый пункт в его составе.

## География
Мугерган расположен на юге республики, на границе с Азербайджаном, в долине реки Самур.

## Население
| 1895  | 1926  | 1939  | 1970  | 1989  | 2002  | 2010  |
| ----- | ----- | ----- | ----- | ----- | ----- | ----- |
| 605   | ↘464  | ↗470  | ↗1223 | ↘1051 | ↗1756 | ↘1540 |
| 2012  | 2013  | 2014  | 2015  | 2016  | 2017  | 2018  |
| ↘1526 | ↘1473 | ↘1429 | ↘1395 | ↘1382 | ↗1392 | ↗1398 |
| 2019  | 2020  | 2021  | 2023  | 2024  | 2025  |       |
| ↘1384 | ↘1377 | ↘1360 | ↘1353 | ↘1346 | ↘1333 |       |

## История
С 1866 по 1928 года Мугерган входил в Кюринский округ в составе Гюнейского наибства. Вместе с селом Кирка образовал Киркинское сельское общество. В 1886 году в Мугергане насчитывалось 657 человек. В конце 19 века в примечетском медресе Мугергана была открыта школа, обучение в ней шло на арабском языке. В качестве предметов изучали также тюркский и персидский языки. В основном учили чтению Корана. Кроме этого давали элементарные знания по арифметике, географии, биологии и медицине. Занятия вели подготовленные в медресе и сдавшие экзамены в столице Дагестанской области Темир-хан-Шуре учителя. В примечетской школе преподавал учёный и поэт Мола Али, творивший под псевдонимом Али Мугерганви. В 1926 году школа была закрыта в связи с открытием советской школы.
После землетрясения 1966 года жители переселились на несколько километров со старого горного села на нынешнее место в долине.